# سامسونگ دبلیو۸۸۰
سامسونگ دبلیو۸۸۰ یک‌نمونه از گوشی‌های تلفن همراه سری W شرکت سامسونگ می باشد که توسط همین شرکت به بازار عرضه شده‌است.